# Coppa del Presidente dell'AFC 2008
La Coppa del Presidente dell'AFC 2008 è stata la quarta edizione della Coppa del Presidente dell'AFC, una competizione calcistica internazionale per squadre di club asiatiche provenienti da quelle nazioni categorizzate come "emergenti" dalla Asian Football Confederation.

## Fase a gironi

### Gruppo A
Partite disputate in Malaysia
| Squadra                | Pti | G | V | N | P | GF | GS | DR |
| ---------------------- | --- | - | - | - | - | -- | -- | -- |
| Regar-TadAZ Tursunzoda | 7   | 3 | 2 | 1 | 0 | 6  | 4  | +2 |
| Mahendra Police Club   | 5   | 3 | 1 | 2 | 0 | 7  | 3  | +4 |
| Abahani Ltd.           | 3   | 3 | 1 | 0 | 2 | 2  | 6  | −4 |
| WAPDA                  | 1   | 3 | 0 | 1 | 2 | 2  | 4  | −2 |

| Arbitro: | Racho (Siria) |

|                                                     |           |  |
| Avant Raj Thapa 15’ Ju Manu Rai 18’, 56’, 70’ (pen) | Marcatori |  |

| Arbitro: | Tan Hai (Cina) |

|                                                   |           |                 |
| Bakhtiyar Hasanov 17’ Davrondzhon Tukhtasunov 76’ | Marcatori | 24’ Imran Niazi |

| Arbitro: | Kurbanov (Turkmenistan) |

|                       |           |                 |
| Zulfiqar Ali Shah 78’ | Marcatori | 89’ Ju Manu Rai |

| Arbitro: | Ng Chui Kok (Hongkong) |

|                   |           |                                          |
| Ibrahim Awudu 25’ | Marcatori | 15’ Ibragim Rabimov 45’ Jamshed Ismoilov |

| Arbitro: | Kurbanov (Turkmenistan) |

|  |           |                       |
|  | Marcatori | 84’ Jahid Hasan Ameli |

| Arbitro: | Tan Hai (Cina) |

|                                    |           |                            |
| Chetan Ghimire 33’ Ju Manu Rai 67’ | Marcatori | 47’, 90+1’ Ibragim Rabimov |

### Gruppo B
Partite disputate a Taiwan
| Squadra             | Pti | G | V | N | P | GF | GS | DR |
| ------------------- | --- | - | - | - | - | -- | -- | -- |
| Dordoi-Dynamo Naryn | 6   | 2 | 2 | 0 | 0 | 5  | 0  | +5 |
| Nagacorp FC         | 1   | 2 | 0 | 1 | 1 | 2  | 4  | −2 |
| Taiwan Power Co.    | 1   | 2 | 0 | 1 | 1 | 2  | 5  | −3 |

| Arbitro: | Orzuev (Tagikistan) |

|                                   |           |                         |
| Hok Sotitya 45’ Teab Vathanak 58’ | Marcatori | 78’, 84’ Chiang Shih-lu |

| Arbitro: | Mahapab (Thailandia) |

|  |           |                                                        |
|  | Marcatori | 19’ Mirlan Murzaev 78’ Ildar Amirov 80’ Davron Askarov |

| Arbitro: | Tojo (Giappone) |

|  |           |                                         |
|  | Marcatori | 13’ Vadim Harchenko 74’ Roman Ablakimov |

### Gruppo C
Partite disputate in Sri Lanka
| Squadra          | Pti | G | V | N | P | GF | GS | DR  |
| ---------------- | --- | - | - | - | - | -- | -- | --- |
| FC Aşgabat       | 6   | 3 | 2 | 0 | 1 | 9  | 2  | +7  |
| Kan Baw Za       | 6   | 3 | 2 | 0 | 1 | 14 | 3  | +11 |
| Ratnam SC        | 6   | 3 | 2 | 0 | 1 | 10 | 5  | +5  |
| Transport United | 0   | 3 | 0 | 0 | 3 | 2  | 25 | −23 |

| Arbitro: | Al Yarimi (Yemen) |

| |           |                    |
| Channa Ediribandanage 17’, 41’, 90’ Mohamed Asmeer 25’ Siyaguna Weerasinghe 59’ Kasun Jayasuriya 60’ Pasqual Pushpakumara 79’ | Marcatori | 22’ Ugyan Wangchuk |

| Arbitro: | Shamsuzzaman (Bangladesh) |

|  |           |                 |
|  | Marcatori | 85’ Thi Ha Kyaw |

| Arbitro: | Lazim (Iraq) |

|                        |           |                                                                                                 |
| Hem Prasad Pradhan 93’ | Marcatori | 21’ Amir Gurbani 32’, 36’, 48’ Arslanmyrat Amanow 41’, 50’ Şöhrat Murhalyýew 71’ Rüstem Saparow |

| Arbitro: | Saidov (Uzbekistan) |

|                      |           |                                             |
| Kyaw Thi ha 43’, 50’ | Marcatori | 9’, 81’ Kasun Jayasuriya 54’ Asmeer Mohamed |

| Arbitro: | Saidov (Uzbekistan) |

| |           |  |
| Kyaw Thi ha 11’, 36’, 90+2’ Tun Min Oo 15’, 23’, 31’, 71’ Khin Maung Lwin 38’ Nay Zaw Htet 41’, 51’ Si Thu Than 74’ | Marcatori |  |

| Arbitro: | Lazim (Iraq) |

|  |           |                                                   |
|  | Marcatori | 39’ Gahrymanberdi Çoňkaýew 45’ Arslanmyrat Amanow |

## Semifinali
| Arbitro: | ALENEZI, ATALLAH (Kuwait) |

|                                          |           |                     |
| David Tetteh 19’, 84’ Mirlan Murzaev 59’ | Marcatori | 72’ Anant Raj Thapa |

| Arbitro: | SAIDOV, RUSTAM (Uzbekistan) |

|                                                                                              |           |                                                              |
| Maruf Rustamov 23’ Victor Simoes De Oliveira 29’ Ilyas Minhairov 87’ Khurshed Makhmudov 112’ | Marcatori | 25’ Döwletmyrat Ataýew 35’ Serdar Geldiýew 69’ Arif Mirzoýew |

## Finali
| Arbitro: | ODA LAZIM, KADHIM (Iraq) |

|                  |           |                             |
| David Tetteh 33’ | Marcatori | 53’ Davrondzhon Tukhtasunov |